# Пиннок, Итан
И́тан Ру́перт Пи́ннок (род. 29 мая 1993, Лондон, Великобритания; англ. Ethan Rupert Pinnock) — британский и ямайский профессиональный футболист, центральный защитник клуба «Брентфорд» и сборной Ямайки по футболу.
Начал карьеру в дивизионе Нон-Лига с клубами «Далвич Гамлет» и «Форест Грин Роверс», а затем выступал за «Барнсли» в Английской футбольной лиге. В 2019 году, стал игроком «Брентфорда». На международном уровне, играл за сборную Англии C, а позже получил вызов в сборную Ямайки.

## Игровая карьера

### «Далвич Гамлет»
В начале карьеры, выступал на позиции вингера и левого защитника, с 9 до 15 лет, был в академии «Миллуолла», а затем выступал в молодёжной структере Далвич Гамлет в Истмийской лиге. В сезоне 2010/2011, впервые попал в заявку основной команды и был арендован клубом Хольмесдейл, где использовался как универсальный игрок и в итоге был переведён на позицию центрального защитника. В сезоне 2014/2015, стал основным игроком команды. В сезоне 2012/2013 стал победителем первого дивизиона и обладателем награды «Игрок года» в сезонах 2014/2015 и 2015/2016.В июне 2016 года, Пи́ннок покинул «Далвич Гамлет».

### «Форест Грин Роверс»
21 июня 2016 года Пиннок заключил двухлетний контракт с клубом Национальной лиги «Форест Грин Роверс». Дебютировав 6 августа в игре с «Борем Вуд», Итан сразу закрепился в стартовом составе команды. В сезоне 2016/17 он провел 37 матчей в рамках чемпионата и забил 3 мяча, а его команда впервые в своей истории получила место в EFL.

### «Барнсли»
В конце июня 2017 Итан Пиннок стал игроком «Барнсли», играющего в Чемпионшипе. Впервые на поле игрок появился в начале второго тайма игры с «Шеффилд Юнайтед» 19 августа. В остальных матчах он либо оставался на скамейке запасных, либо вовсе не был включен в заявку. К концу первой половины сезона травмы некоторых игроков позволили Пинноку занять место в составе в декабре и январе. Он отметился забитыми мячами в ворота «Рединга» 30 декабря и «Сандерленда» 1 января 2018 года. Сезон для футболиста завершился травмой, а «Барнсли» выбыл в Лигу 1.
В следующем сезоне Пиннок отыграл по 90 минут во всех играх чемпионата и помог клубу вернуться в Чемпионшип. По итогам сезона 2018/19 Итан был признан лучшим игроком клуба.

### «Брентфорд»
2 июля 2019 года Пиннок подписал трехлетний контракт с «Брентфордом» с возможностью продления. Он заменил покинувшего клуб Жюльена Жанвье. Спустя несколько месяцев после прихода в команду, Пиннок стал регулярным игроком стартового состава, играя в обороне с капитаном клуба Понтусом Янссоном. В июне и июле 2020 футболист номинировался на награду «Игрок месяца» по версии болельщиков. По результатам сезона 2019/20 Итан сыграл 40 матчей и забил 2 гола, а «Брентфорд» потерпел поражение в финале плей-офф с «Фулхэмом».
В сезоне 2020/21 Пиннок продолжил оставаться одним из ключевых игроков команды. 10 ноября 2020 года он подписал с клубом новый пятилетний контракт. В конце сезона «Брентфорд» одержал победу со счетом 2:0 над «Суонси Сити» в финале плей-офф и получил повышение в Премьер-лигу, а Пиннок записал на свой счет 48 игр и 2 гола и получил место в команде года PFA.
В новом сезоне Итан Пиннок забил свой единственный гол 25 сентября 2021 года в матче с «Ливерпулем», который завершился со счетом 3:3. В середине апреля 2022 Пиннок получил травму и досрочно завершил сезон. В июле того же года футболист снова получил повреждение и пропустил предсезонную подготовку, а также первые два месяца нового сезона. После восстановления Пиннок снова занял свое регулярное место в обороне и отметился 3 забитыми мячами, помогая команде бороться за возможность квалифицироваться в еврокубки, однако клуб завершил сезон на 9 строчке турнирной таблицы. 27 мая 2023 года футболист подписал с «Брентфордом» новый четырехлетний контракт. 

## Личная жизнь
Имеет британско-ямайское происхождения и является двоюродным братом бывшего игрока сборной Ямайки Нурона Ноусворти.